# Дрикунг Кагью
Дрикунг-кагью (тиб. འབྲི་གུང་བཀའ་བརྒྱུད, Вайли bri gung bka' brgyud) — одна из подшкол линии буддийской школы кагью, которая была основана в Тибете в 1179 году тибетским буддийским наставником Кьйоба Джиктен Сумгёном.

## Происхождение и линии передачи
Традиция прослеживает эту школу непосредственно от Будды Шакьямуни и изначального Будды Ваджрадхары. Три линии учений этой школы, дошедшие через полностью просветлённых мастеров, объединил Гампопа.
1. Линия Великолепного Благословения Реализации — основателем считается Ваджрадхара, от которого учение было передано Тилопе, от Тилопы к Наропе, от Наропы к Марпе, от Марпы к Миларепе, и от него к Гампопе.
2. Линия Глубокого Видения берёт своё начало от Будды Гаутамы Шакьямуни, далее перешла к Нагарджуне, потом к Чандракирти, далее до Атиши, а от него к Гампопе.
3. Линия Обширного Действия была получена бодхисаттвой Манджушри от Будды Шакьямуни, Манджушри передал Майтрейе, Майтрея — Асанге, далее линия передачи шла до Атиши, а от Атиши к Гампопе.

Гампопа получил глубокие учения, секретные устные передачи и благословения от всех этих трёх линий передач.
Далее все эти учения были переданы Гампопой Пхагмо Друпе. Хотя все подшколы кагью берут своё начало из одного корня, но в то время линия кагью разделилась на несколько различных школ, каждая из которых несла в себе полный набор учений и просветляющее благословение. Это подобно исполняющему желание дереву, которое произрастает из одного и того же корня, но имеет разные ветви, на каждой из которых произрастает множество замечательных цветов и плодов. Хотя Пхагмо Друпа имел сотни тысяч учеников, Владыка Джиктен Сумгён был одним из его самых близких и главных учеников. Пхагмо Друпа пророчил, что учения и благословение линии будут продолжаться благодаря этому бодхисаттве (Джиктен Сумгёну), который уже достиг десятого бхуми. Джиктен Сумгён полностью получил учения, секретные устные передачи, объяснения и посвящения, благословения реализации, и т. д. от Пхагмо Друпы. Всё это, включая Шесть йог Наропы, Джиктен Сумгён передал своему главному ученику, Гураве Цултрим Дордже.

## Современное состояние
Учение было передано 37-му и 36-му держателям линии передач — Его Святейшеству Дрикунг Кьябгён Чецанг Ринпоче и Его Святейшеству Дрикунг Кьябгён Чунгцанг Ринпоче. Они являются прямыми держателями линии Джиктен Сумгёна.